# Marcius Vates
Gneo Marcio Vate (in latino Gnaeus Marcius Vates; fl. 230 a.C.) è stato un politico e oratore romano.
Autore di cui poco si conosce, ne restano tre frammenti di Praecepta. Condivideva gli stessi precetti che si ritrovano anche in Appio Claudio Cieco.

## Frammenti
Dei suoi frammenti solamente di uno si è riusciti a comprendere il contenuto; gli altri due è probabile siano scritti con un latino molto arcaico e ad oggi ancora in larga parte indecifrato. 
(Frammento 1)
(Frammento 2)
(Frammento 3)